# المحكمة العليا (إيران)
المحكمة العليا في إيران (بالفارسية: ديوان عالی کشور) هي أعلى سلطة قضائية في إيران، أنشئت للإشراف على التنفيذ الصحيح للقوانين من قبل المحاكم العدلية وتتكون من أبرز قضاة البلاد. يحدد رئيس السلطة القضائية المعايير لضمان توحيد الإجراءات القضائية والقيام بجميع المسؤوليات القانونية.
ومن مهام هذه المحكمة أيضاً النظر في الجرائم التي يرتكبها رئيس السلطة التنفيذية.
وللهيئة العامة للمحكمة العليا الحق في إصدار "تصويت سابق قضائي" يتمتع بمنزلة القانون. وللسلطات القضائية في المحكمة العليا الحق في سماع الشكاوى المقدمة ضد قرارات المحاكم الأدنى درجة. ولا يحضر أطراف الدعوى أمام المحكمة إلا إذا استشهدت بهم المحكمة للتوضيح. وتكون الأحكام الصادرة عن هذه المحكمة في شكل إبطال وتأييد لقرارات المحاكم الأدنى درجة.
تنص المادة 161 من دستور الجمهورية الإسلامية الإيرانية بشأن المحكمة العليا على ما يلي:
| المحكمة العليا (إيران) | المحكمة العليا الإيرانية هي أعلى سلطة قضائية في إيران أنشئت للإشراف على التنفيذ الصحيح للقوانين من قبل المحاكم العدلية، وضمان توحيد الإجراءات القضائية، والقيام بالمسؤوليات القانونية الموكلة إليها على أساس المعايير التي يحددها رئيس السلطة القضائية. | المحكمة العليا (إيران) |

## أنظر أيضًا
- النظام القضائي الإيراني

## روابط خارجية
الموقع الإلكتروني للمحكمة العليا الإيرانية